# لويس إيدو
لويس إيدو (بالإنجليزية: Louis Udoh)‏ هو لاعب كرة قدم نيجيري في مركز الدفاع، ولد في 25 أغسطس 1974 في لاغوس في نيجيريا. لعب مع أدميرا فاكر مودلينغ ونادي دينامو الداغستاني.